# أسبيرينات النحاس
 أسبيرينات النحاس مركب كيميائي له الصيغة C36H28Cu2O16 ، ويكون على شكل بلورات زرقاء، وهو متمخلب للأسبيرين والنحاس الثنائي.

## الخواص
- نظرا لارتباط أسبيرينات النحاس بنيويا بالأسبيرين، فإن للمركب العديد من الخواص ذات العلاقة بالتأثير الحيوي على الجسم. فعلى سبيل المثال وجد أن أسبيرينات النحاس لديه خواص وقاية عصبية Neuroprotection معتبرة.[2]
- تتبع بلورات أسبيرينات النحاس النظام البلوري أحادي الميل.[3]

## التحضير
يحضر أسبيرينات النحاس بعدة طرق، منها أن يحل (يذاب) أسيتيل حمض الساليسيليك (الأسبرين) في محلول مائي من كربونات الصوديوم، فيتشكل ملح الصوديوم للأسبيرين، ولا ينفع استخدام هيدروكسيد الصوديوم لهذا الغرض، لأنه يحلمه أسيتيل حمض الساليسيليك إلى حمض الساليسيليك وخلات الصوديوم.
2 HC9H7O4 + Na2CO3 → 2 NaC9H7O4 + CO2↑ + H2O
يصفى المحلول الناتج من جزيئات الحمض غير المنحلة ويمزج مع محلول يحوي على أيونات النحاس الثنائي مثل كبريتات النحاس الثنائي، مما يؤدي إلى ترسب بلورات زرقاء من أسبيرينات النحاس.
4 NaC9H7O4 + 2 CuSO4 → C36H28Cu2O16↓ + 2 Na2SO4

## الاستخدامات
- وجد أن أسبيرينات النحاس يمكن أن يستخدم لعلاج التهاب المفاصل الرثياني.[4] من جهة أخرى أظهرت الأبحاث على الحيوانات أن أسبيرينات النحاس له مقدرة على علاج الأمراض الخثارية thrombotic diseases مما يجعله كأحد الأدوية التي يمكن تطبيقها كمانع للخثار antithrombotic على البشر.[5]
- يمكن أن يستعمل أسبيرينات النحاس كخضاب في بولي فينيل كلوريد PVC وبوليستيرين.[6]